# Angostura (bebida)

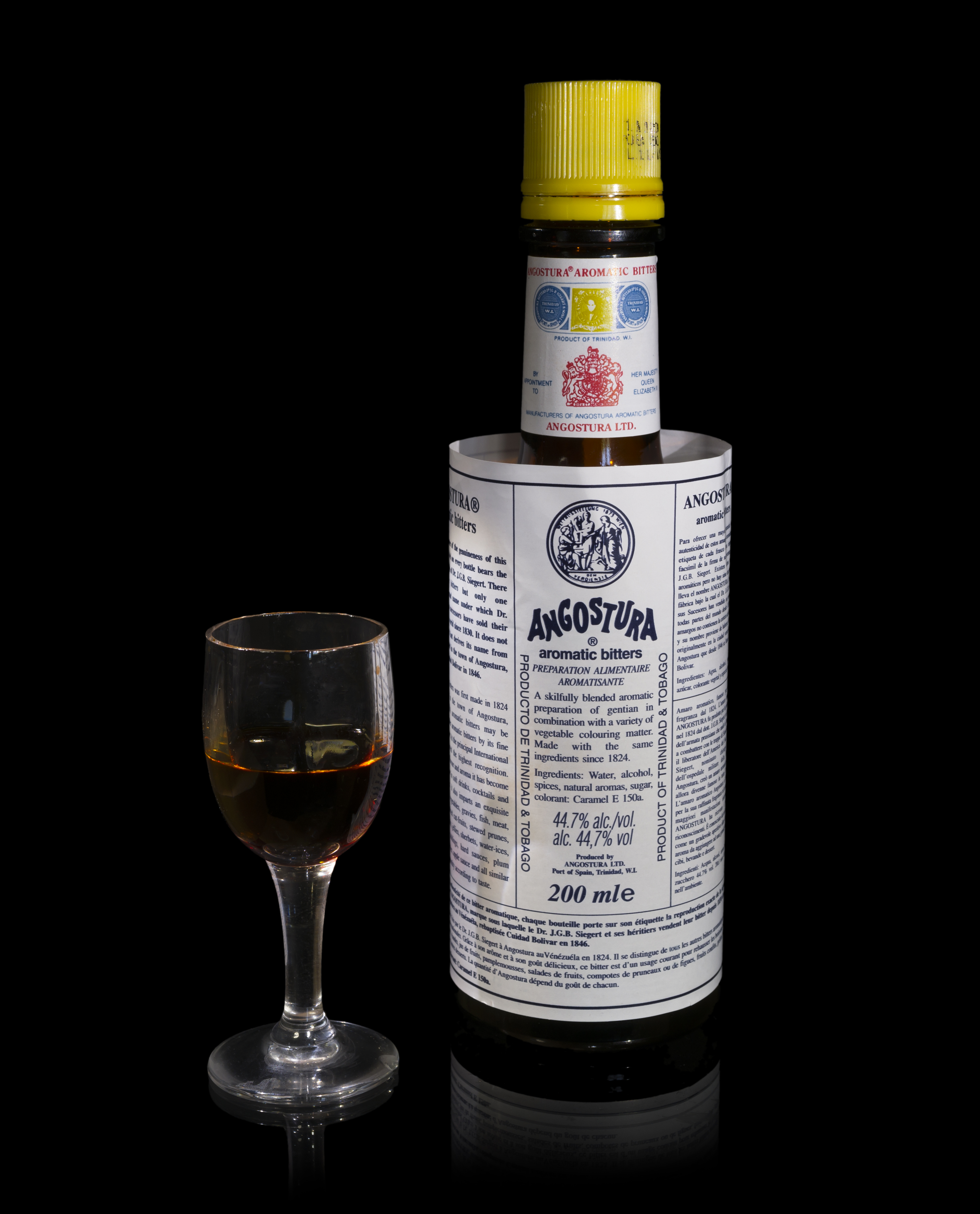
Garrafa de angostura

Angostura é um bitter concentrado e aromático, comumente utilizada no preparo de coquetéis clássicos e em várias receitas de cozinha.
Produzida em uma única fábrica na cidade de Port-of-Spain em Trinidad, foi criada em 1824, na Venezuela, pelo médico alemão Dr. Johann Gottlieb Benjamim Siegert. Sua fórmula é mantida em absoluto sigilo até os dias de hoje.
Angostura é o antigo nome de Ciudad Bolívar, na Venezuela. Daí deriva a denominação da bebida. 